# Kedunguter (Banyumas)
Kedunguter is een bestuurslaag in het regentschap Banyumas van de provincie Midden-Java, Indonesië. Kedunguter telt 3367 inwoners (volkstelling 2010).